# Ϙ
Qoppa (Ϙ ou ϙ) é uma letra obsoleta do alfabeto grego e possuía um valor numérico de 90. Foi utilizado nos primeiros escritos eólicos e boeóticos, enquanto que o som [kʷ] foi utilizado no silabário linear B. Os Gregos fizeram cair o som, numa consoante velar-labial, e a letra sobreviveu durante alguns séculos em certos dialectos antes de se tornarem todas extintas pelos tempos pré-clássicos. Há dois tipos muito diferentes de glifos qoppa: "Qoppa arcaico" (Ϙ, ϙ) usado para escrever palavras e "Qoppa numérico" (Ϟ, ϟ) usado na documentação legal grega moderna.
Foi originalmente emprestada dos Fenícios, que tinham /q/ (uma consoante uvular muda) no seu idioma. Foi mais tarde importada para o alfabeto etrusco, e através deste eventualmente para o alfabeto latino, na sua forma corrente Q. Também foi adaptado para o alfabeto cirílico arcaico, como koppa (Ҁ, ҁ).

## Classificação
- Alfabeto = Alfabeto grego
- Fonética = /Qe/ ou /Que/